# Glasgow Green
Glasgow Green je park na vzhodnem koncu Glasgowa na Škotskem, na severnem bregu reke Clyde. Ustanovljen je bil v 15. stoletju in je najstarejši park v mestu. Povezuje se z jugom preko visečega mostu svetega Andreja.

## Zgodovina
Leta 1450 je kralj Jakob II. Škotski park podelil škofu Williamu Turnbullu in prebivalcem Glasgowa. Zelenica je takrat izgledala precej drugače kot danes. Bilo je neenakomerno, močvirnato območje, sestavljeno iz več različnih green (ločenih z Camlachie in Molendinar Burns): High Green - nizka zelena; Calton Green in Gallowgate Green. V stoletjih, ki so sledila, so park uporabljali za pašo, pranje in beljenje perila, sušenje ribiških mrež in rekreacijske dejavnosti, kot je kopanje. Leta 1732 so na bregovih reke Camlachie Burn odprli prvo parno restavracijo v Glasgowu, imenovano Washhouse.
Od 25. decembra 1745 do 3. januarja 1746 je vojska princa Charlieja Bonnieja taborila v Flesher's Haughu (takrat v zasebni lasti, a je leta 1792 postal del Glasgow Greena); Charlie je zahteval, da mesto oskrbi njegovo vojsko s svežimi oblačili in obutvijo.
Leta 1765 je bil Green mesto, kjer se je sprehajal izumitelj James Watt, ko je naletel na idejo o ločenem kondenzatorju za parni stroj.
Leta 1792 je Glasgow razširil park proti vzhodu z nakupom dodatnega zemljišča, znanega kot Fleshers' Haugh od Patricka Bella iz Cowcaddensa.

### 19. stoletje
V 19. stoletju sta bila predlagana dva projekta, ki bi vdrla Green. Lastnik parnika Henry Bell je želel zgraditi kanal od Broomielawa do Glasgow Greena s pristaniščem na Greenu. Ta predlog je bil nepriljubljen in nikoli ni bil izveden. Nato so v letih 1821 in 1822 raziskovalna vrtanja pod Greenom odkrila velika nahajališča premoga, po katerih je mestni nadzornik dela priporočil rudarsko operacijo za pridobivanje premoga. Takrat je mestni svet Glasgowa glasoval proti načrtu. Ponovno so ga uvedli leta 1858 in tokrat ga je mestni svet odobril, ker so iskali načine za izravnavo stroškov nakupa zemljišč za ustvarjanje parkov v drugih delih mesta. Toda njihova odločitev je naletela na tako obsežno javno nasprotovanje, da je bil načrt opuščen. Predlog je bil ponovno uveden še dvakrat, leta 1869 in 1888, a je bil obakrat zavrnjen.
Ko so se napoleonske vojne končale leta 1815, je prišlo do gospodarske depresije in veliko ljudi je bilo brezposelnih. Kot odgovor je mestni svet Glasgowa najel 324 brezposelnih delavcev za preureditev Glasgow Greena. V letih 1817 in 1826 so si prizadevali izboljšati ureditev parka. Prepusti so bili zgrajeni nad Calmachie in Molendinar Burns, park pa je bil izravnan in izsušen.
Medtem je Green postal središče številnih političnih aktivnosti. Radikalno gibanje za parlamentarno reformo je naraščalo in leta 1816 se je približno 40.000 ljudi udeležilo srečanja na Greenu, da bi podprli zahteve po bolj reprezentativni vladi in odpravi koruznih zakonov, ki so ohranjali visoke cene hrane.
Nato je spomladi 1820 Green postal eno od zbirališč zarotnikov v tako imenovani radikalni vojni. Stavkajoči so izvajali vojaške vaje na Greenu, preden je bil njihov kratek upor zatrt. Kasneje je bil James Wilson obsojen izdaje, ker naj bi bil vodja upora. Obešen je bil in obglavljen na Greenu pred okoli 20.000-glavo množico.
Ko je parlament leta 1832 sprejel reformni akt, s katerim se je število volivcev povečalo s 4329 (leta 1820) na 65.000 (leta 1832), se je več kot 70.000 ljudi zbralo na Greenu na demonstracijah, skupina iz predela Bridgeton v Glasgowu pa je vodila procesijo.
Gibanje čartizma, ki se je povečalo kot odgovor na reformni zakon, je leta 1848 povzročilo tako imenovani čartistični nemir. Reformni akt Williama Ewarta Gladstona iz leta 1867, ki je povečal volilno telo na 230.606 (leta 1868), je navdihnil nadaljnje demonstracije in srečanja v Greenu.
Aprila 1872 je »ženska sufražetska družba«, ki se je oblikovala dve leti prej, organizirala veliko srečanje na prostem na Greenu. Od takrat naprej, pa vse do poznih 1910-ih, je gibanje za volilno pravico žensk še naprej uporabljalo Green kot zbirališče.
Green se je v 19. stoletju uporabljal tudi za šport, zlasti dva najstarejša športna kluba na Škotskem: Clydesdale Amateur Rowing Club je bil ustanovljen leta 1857 na južni strani reke Clyde (leta 1901 se je preselil v Glasgow Green); Glasgow University Rowing Club (danes znan kot Glasgow University Boat Club) je bil ustanovljen leta 1867 v Greenu na bregovih reke Clyde. Maja 1872 je skupina članov amaterskega veslaškega kluba Clydesdale ustanovila nogometno ekipo in začela igrati proti nogometnemu klubu Callander, pri čemer je za igrišče uporabila Flesher's Haugh on the Green. Ta ekipa se je kasneje preimenovala v nogometni klub Rangers.
Železniška postaja Glasgow Green je bila na progi Glasgow Central Railway odprta leta 1895. (Med prvo svetovno vojno je bila začasno zaprta, leta 1953 pa trajno zaprta.)

### 20. stoletje
V zgodnjih letih 20. stoletja je bil Green še naprej priljubljeno prizorišče političnih protestov. Med prvo svetovno vojno so pripadniki protivojnega gibanja organizirali množične demonstracije. Septembra 1914 je revolucionarni socialistični voditelj John Maclean tam, pod Nelsonovim spomenikom, imel svoj prvi protivojni shod. Zakon o vojaški službi iz leta 1916 je spodbudil shod, zaradi katerega so tri glavne govornike zaprli za 12 mesecev zaradi kršitev zakona o obrambi kraljestva. 29. junija 1916 je bil David Lloyd George povabljen, da prejme čast svobode mesta, kar je sprožilo množične proteste na Greenu. Maja 1917 so številni delavci korakali skozi Glasgow do Greena v podporo ruski februarski revoluciji. V prvi svetovni vojni je v Glasgow prišel tudi dotok streliva. Naraščajoča populacija je povzročila povišanje najemnin, kar je leta 1920 spodbudilo proteste na Greenu.
V novejšem času je bil Green priljubljeno mesto za številne glasbene dogodke v živo. Michael Jackson je tam nastopil 18. avgusta 1992 med svojo turnejo Dangerous World Tour pred 65.000 ljudmi; to je bil edini nastop v živo, ki ga je izvedel na Škotskem. Leta 1990 so Stone Roses nastopili v Greenu. Skupina se je kasneje razšla, vendar se je vrnila skupaj za svetovno turnejo, po kateri so se 15. junija 2013 vrnili na Green in imeli še en nastop v živo.

### 21. stoletje
Leta 2004 je Green gostil Download Festival Scotland, festival glasbe v živo, na katerem so nastopili Metallica, Linkin Park, Korn in Slipknot. Maja 2014 je bil Green prizorišče Big Weekend Radia 1, največjega brezplačnega glasbenega dogodka v Evropi z vstopnicami. Na dogodku je nastopilo nekaj največjih izvajalcev na svetu, ki so med vikendom nastopili pred skupaj več kot 50.000 gledalci.
Kot del dediščine iger Commonwealtha leta 2014 je Green postal eno od 27 mest v Glasgowu, ki jih je zaščitil Fields in Trust s pravnim »zapisnikom sporazuma«. Namen sporazuma je zagotoviti, da bo zelenica ohranjena kot javna rekreacijska površina, v kateri bodo uživale prihodnje generacije.
Od leta 2017 Green služi kot prizorišče glasbenega festivala TRNSMT.
Green je trenutno tudi dom svetovnega prvenstva v godbah.
Green še naprej gosti športne dogodke poleg glasbenih dogodkov. Letni veliki škotski tek, ki običajno poteka v začetku oktobra, se konča na zelenici, pri čemer tekači vstopijo vanj skozi zgodovinski McLennan Arch.

## Znamenitosti

### Nelsonov spomenik
43,5 metrov visok spomenik admiralu Horatiu Nelsonu so v Greenu postavili leta 1806, leto po njegovi smrti. Leto prej so Nelsonov spomenik postavili v Taynuiltu, ki so ga zasebno financirali zaposleni v železolivarni Bonawe, ki je izdelala večino topovskih krogel za mornarico, medtem ko je bila pod Nelsonovim poveljstvom. Toda Nelsonov spomenik v Glasgow Greenu je bil prvi meščanski spomenik v Združenem kraljestvu v spomin na Nelsonove vojaške zmage. Dve leti je bil pred Nelsonovim stebrom v Dublinu in tri desetletja pred Nelsonovim stebrom v Londonu. Štiri leta po izgradnji je vanj udarila strela, zaradi česar se je zrušilo zgornjih 6 metrov, vendar je bila škoda takoj popravljena. Leta 1970 je bil spomenik uvrščen na seznam zgodovinskih znamenitosti kategorije A.
V dveh stoletjih, odkar je bil spomenik postavljen, se je nabralo nekaj poškodb. Leta 2002 so ga popravili in vzpostavili v prvotno stanje ter namestili reflektorje za nočni ogled. Stroški programa obnove so znašali 900.000 funtov.

### Viseči most sv. Andreja
Viseči most sv. Andreja je bil odprt leta 1855. Povezuje park na severu s Hutchesontownom na jugu. Namenjen je bil »zamenjati preobremenjen trajekt, s prevozom delavcev iz Bridgeton & Calton v Hutchesontown«. Most je bil popravljen v letih 1871 in 1905. Ko se je bližal 150. rojstnemu dnevu, se je začel program za njegovo popolno prenovo, ki ga je delno financirala Evropska unija in se je izvajal med letoma 1996 in 1998. Gre za objekt kategorije A.

### Glasgowsko humano društvo
Glasgow Humane Society (najstarejši praktični reševalni čoln in reševalna organizacija na svetu) ima sedež v Greenu. Društvena častniška hiša in njena čolnarna se nahajata ob Andrejevem visečem mostu.

### Tovarna Templeton
Tovarna preprog Templeton je bila dokončana leta 1889. Potem ko je mestni svet večkrat zavrnil predloge za načrtovanje, je James Templeton & Co zaposlil arhitekta Williama Leiperja, ki je zasnoval fasado po navdihu Doževe palače v Benetkah.
1. novembra 1889 se je tovarniško pročelje podrlo zaradi nezanesljive pritrditve; 29 žensk je bilo ubitih v sosednjih tkalnicah. (Zgodba je bila vklesana v del kamna pod osnovo vrat Templeton, ki so bila nameščena med obnovitvenimi deli na območju leta 2005.) Leta 1900 je požar v tovarni povzročil več smrti.
Stavba je bila dograjena v 1930-ih. Leta 1984 je postal poslovni center Templeton. Leta 2005 so prizidek iz leta 1930 porušili, da bi naredili prostor za 143 novih stanovanj kot del 22 milijonov funtov vrednega projekta obnove, Scottish Enterprise, lastniki centra, pa so ga prodali za 6,7 milijona funtov.

### Fontane
Leta 1881 so v parku postavili vodnjak v spomin na Sir Williama Collinsa, figuro v gibanju za zmernost, ki je med letoma 1877 in 1880 služil kot glasgowski lord provost. Leta 1992 je bil vodnjak prestavljen za McLennan Arch.
Vodnjak Doulton, ki ga je Sir Henry Doulton podaril Glasgowu kot del mednarodne razstave leta 1888, je bil leta 1890 prestavljen iz parka Kelvingrove v park Green. 14 m visok vodnjak, ki ga je zasnoval arhitekt Arthur E. Pearce, je zgradilo podjetje Royal Doulton v spomin na vladavino kraljice Viktorije. Vseboval je 21 m bazen z nekoliko večjim kipom kraljice Viktorije v naravni velikosti, obdano s štirimi kipi vodonoscev v naravni velikosti, ki predstavljajo Avstralijo, Kanado, Indijo in Južno Afriko. Udarec strele leta 1891 je uničil Viktorijin kip in Doulton je namesto, da bi mestu dovolil, da kip zamenja z žaro, plačal izdelavo drugega ročno izdelanega kipa. V 1960-ih so vodnjak zaprli in pustili, da je propadal. Vendar pa se je leta 2002 začel 2 milijona funtov vreden program za obnovitev fontane v prvotno stanje. Od leta 2004 je fontana postavljena na novo lokacijo, pred Ljudsko palačo. Na seznamu je kategorija A.

### Ljudska palača
Ljudsko palačo je leta 1898 odprl grof Rosebery. Zasnovana je bila kot kulturni center za prebivalce vzhodnega dela mesta. Prvotno je imela v pritličju čitalnice, v prvem nadstropju muzej, v drugem pa umetnostno galerijo. Od leta 1940 je muzej, posvečen zgodovini Glasgowa. Na seznamu je kategorija A.

### McLennan Arch
Leta 1890 je bila stavba Assembly Rooms, ki sta jo zasnovala James in Robert Adam, porušena. Vendar pa je bil lok, ki je bil osrednji del stavbe, rekonstruiran, pri čemer je financiral James McLennan, in leta 1893 je bil postavljen na zahodnem koncu Monteith Rowa. Leta 1922 so ga preselili na zahodni rob Greena, obrnjen proti ulici Charlotte Street. Leta 1991 so ga ponovno preselili na sedanji položaj v Greenu - nasproti starega višjega sodišča na Saltmarketu. Znan je kot "McLennan Arch".

### Tidal Weir
Leta 1901 je Glasgow Corporation zgradila jez za plimovanje nad reko Clyde, da bi ohranila vodostaj reke, ko teče skozi Green. Voda je slana na zahodni strani jezu in sladka voda na vzhodni strani, kjer teče mimo parka. To je povzročilo nenavaden pojav: razvoj dveh različnih ekosistemov tik enega poleg drugega. Jez je zaradi svoje značilne zasnove spomeniško zaščiten objekt. Kratko razdaljo dolvodno od jezu je Albertov most, ki povezuje območje z okrožjem Gorbals južno od reke.

### Fleshers' Haugh
Nogometni center Glasgow Green, ki vključuje 18 različnih nogometnih igrišč različnih velikosti in kakovosti, je bil odprt novembra 2000 na Fleshers' Haughu, mestu, kjer je škotski nogometni klub Rangers pred več kot sto leti igral svojo prvo tekmo proti Callanderju. To območje je tudi lokacija Glasgowskega nacionalnega hokejskega centra, zgrajenega za igre Commonwealtha leta 2014.
Na zahodni strani tega dela Greena je Kraljevi most, ki zagotavlja cestno povezavo s Hutchesontownom. Na južni strani reke je bila povezava za pešce do okrožja Oatlands, in sicer most Polmadie, vendar je bil leta 2015 razglašen za nevarnega in razstavljen. Dlje navzgor na jugovzhodnem robu Greena je most Rutherglen.
Glasgow Green ima v sebi tudi del nacionalne kolesarske poti 75, ki poteka od Argylla do Edinburgha, kot tudi sprehajališče Clyde, ki poteka od središča mesta do New Lanarka.